# Anna Jesipowa
Anna Nikołajewna Jesipowa (ros. Анна Николаевна Есипова, także Anette Essipowa, Essipoff; ur. 31 stycznia?/12 lutego 1851 w Petersburgu, zm. 5 sierpnia?/18 sierpnia 1914 tamże) – rosyjska pianistka i pedagożka muzyczna.

## Życiorys
W latach 1865–1870 studiowała w Konserwatorium Petersburskim u Teodora Leszetyckiego, którego następnie w 1880 roku poślubiła. Małżeństwo trwało do 1892 roku, kiedy to zakończyło się rozwodem. W latach 70. i 80. XIX wieku przebywała głównie za granicą, koncertując w krajach europejskich i Stanach Zjednoczonych. Dała prawie 700 koncertów. Występowała także jako kameralistka, grając razem z Henrykiem Wieniawskim i Karłem Dawydowem oraz w trio z Leopoldem Auerem i Aleksandrem Wierzbiłłowiczem. Wielokrotnie koncertowała w Polsce, m.in. w Warszawie i Łodzi. Była pierwszą wykonawczynią Koncertu fortepianowego a-moll Ignacego Jana Paderewskiego (Wiedeń 1889). W 1892 roku osiadła na stałe w Petersburgu i podjęła pracę pedagogiczną w tamtejszym konserwatorium. Wykształciła wielu wybitnych muzyków, jednym z jej uczniów był Siergiej Prokofjew.
Jej gra cechowała się śpiewnością frazy oraz miękkimi uderzeniami.